# Katixa Agirre
Katixa Agirre Miguélez (Vitoria, 27 de octubre de 1981) es una escritora vasca.

## Biografía
Doctora en Comunicación Audiovisual, ha compatibilizado su trabajo académico con el literario. Publicó su primer trabajo, la colección de cuentos 'Sua falta zaigu' en 2007, y alcanzó el éxito en 2018 con 'Amek ez dute" traducido al castellano como 'Las madres no' y a otros diez idiomas más. Esta novela ha sido además llevada al cine por la cineasta Mar Coll con el título ¡Salve Maria' (2024). También es autora de numerosos títulos de literatura infantil : 'Paularen seigarren atzamarra', 'Ez naiz sirena bat, eta zer?' y 'Patzikuren problemak'. Es creadora de la saga juvenil de Amaia Lapitz, arqueóloga aventurera.
Ha sido columnista en el Diario de Noticias de Álava, en el Deia, Aizu! y en el Argia. En 2015 publicó su primera novela, Atertu arte Itxaron (Elkar, 2015), road novel merecedora del premio 111 Akademia.
Su último novela es 'Berriz zentauro' traducida al castellano como 'De nuevo centauro', publicada en 2022.

## Obras

### Narrativa
- Janire (Elkar, 2009).
- Amaia Lapitz eta erregina gorriaren hilobia (Elkar, 2010).
- Amaia Lapitz eta Kartagoko ermandade sekretua (Elkar, 2013).
- Amaia Lapitz eta Marioren proiektua (Elkar, 2015).
- Atertu arte itxaron  (Elkar, 2015).
- Los turistas desganados (Pre-textos, 2017).[3]
- Amek ez dute (Las madres no) (Editorial Tránsito, 2019).

### Literatura infantil
- Paularen seigarren atzamarra (Elkar, 2007).
- Ez naiz sirena bat, eta zer? (Elkar, 2009).
- Patzikuren problemak (Elkar, 2010).

## Premios y reconocimientos
- 2015 Premio 111 Akademia a la mejor obra en euskera de 2015 por Atertu arte itxaron (Elkar).[2]
- 2016 XVI Beca de Novela Agustín Zubikarai del Ayuntamiento de Ondarroa y la editorial Elkar con su proyecto "Amek ez dute idazten" ("Las madres no escriben").[4][5]